# Michelangelo Antonioni
Michelangelo Antonioni, OMRI (ur. 29 września 1912 w Ferrarze, zm. 30 lipca 2007 w Rzymie) – włoski reżyser filmowy, scenarzysta, montażysta i autor.
Początkowo niedoceniany, głównie za sprawą niewielkiego zainteresowania ze strony publiczności oraz nieprzychylnej krytyki, która zarzucała Antonioniemu odejście od zasad neorealizmu, z czasem zyskał rangę mistrza filmu psychologicznego. Dziś uznawany jest za jednego z najwybitniejszych twórców kina autorskiego w historii.
Jego dzieła uchodzą za rewolucyjne w kwestii filmowej narracji oraz podejścia do realizmu w kinie. Cechują je powolne ruchy kamery utrzymane w poetyce „slow cinema”, oszczędna gra aktorów i nieraz brak klasycznej linii fabularnej. Do jego najważniejszych filmów zalicza się Przygodę (1960), Noc (1961), Zaćmienie (1962) – nazwane „trylogią alienacji”, Czerwoną pustynię (1964), Powiększenie (1966) oraz Zawód: Reporter (1975).
Największe sukcesy artystyczne święcił w latach 60. XX wieku, niejednokrotnie wzbudzając kontrowersje śmiałością obyczajową swoich dzieł. Antonioni (obok Henriego-Georges’a Clouzota oraz Roberta Altmana) jest jednym z trzech reżyserów w historii kina, którzy otrzymali główne nagrody na trzech najważniejszych festiwalach filmowych w Berlinie, Cannes i Wenecji – zdobył Złotego Niedźwiedzia za Noc (1961), Złotego Lwa za Czerwoną pustynię (1964) i Złotą Palmę za Powiększenie (1967). Co więcej, za Krzyk (1957) otrzymał także główną nagrodę Złotego Lamparta na MFF w Locarno. W 1995 roku podczas 67. ceremonii wręczenia Oscarów otrzymał nagrodę za całokształt twórczości.

## Zarys kariery
Początkowo zajmował się filmem dokumentalnym, by od początku lat 50. konsekwentnie tworzyć własny styl ekspresji filmowej w kinie fabularnym. W 1950 nakręcił swój debiutancki film Kronika pewnej miłości. Jednak prawdziwie wielkie sukcesy nadeszły w latach 60. Wtedy to powstała słynna trylogia o samotności, na którą złożyły się filmy: Przygoda (1960), Noc (1961) i Zaćmienie (1962). We wszystkich tych obrazach wystąpiła Monica Vitti, ulubiona aktorka i muza reżysera.
O sukcesie i renomie Antonioniego najlepiej świadczy nagrodzenie jego filmów głównymi nagrodami na wszystkich trzech wiodących światowych festiwalach filmowych. Zdobył Złotego Niedźwiedzia na 11. MFF w Berlinie za Noc, Złotego Lwa na 25. MFF w Wenecji za Czerwoną pustynię oraz Złotą Palmę na 20. MFF w Cannes za swoje najsłynniejsze dzieło – Powiększenie (1966).
W latach 70. reżyser nakręcił głośny film Zawód: Reporter (1975), w którym główną rolę zagrał Jack Nicholson. Później Antonioni tworzył jedynie sporadycznie, a jego filmy nie zyskiwały już takiego jak dawniej uznania. W 1995 otrzymał Oscara za całokształt twórczości.

## Filmografia
- 1943 Ludzie znad Padu (Gente del Po)
- 1948 Oltre l'oblio
- 1948 Roma-Montevideo
- 1948 Nettezza urbana
- 1949 Ragazze in bianco
- 1949 Sette canne, un vestito
- 1949 Bomarzo
- 1949 Przesąd (Superstizione)
- 1949 L'amorosa menzogna
- 1950 La villa dei mostri
- 1950 La funivia del faloria
- 1950 Uomini in piú
- 1950 Kronika pewnej miłości (Cronaca di un amore)
- 1952 Zwyciężeni (I vinti)
- 1953 Miłość w mieście (L'amore in città)
- 1953 Dama bez kamelii (La signora senza camelie)
- 1955 Przyjaciółki (Le amiche)
- 1957 Krzyk (Il grido)
- 1959 Pod znakiem Rzymu (Nel segno di Roma)
- 1960 Przygoda (L'avventura)
- 1961 Noc (La notte)
- 1962 Zaćmienie (L'eclisse)
- 1964 Czerwona pustynia (Il deserto rosso)
- 1965 I tre volti
- 1966 Powiększenie (Blowup)
- 1970 Zabriskie Point
- 1972 Chung Kuo – Cina
- 1975 Zawód: Reporter (Professione: Reporter)
- 1980 Tajemnica Oberwaldu (Il mistero di Oberwald)
- 1982 Identyfikacja kobiety (Identificazione di una donna)
- 1989 Kumbha Mela
- 1989 Roma '90
- 1989 12 registi per 12 città
- 1993 Noto, Mandorli, Vulcano, Stromboli, Carnevale
- 1995 Po tamtej stronie chmur (Al di là delle nuvole)
- 2001 Il filo pericoloso delle cose
- 2004 Spojrzenie Michelangelo (Lo sguardo di Michelangelo)
- 2004 Eros

## Nagrody i nominacje
| Nagroda                   | Rok  | Kategoria                           | Nominowana praca      | Wynik   |
| ------------------------- | ---- | ----------------------------------- | --------------------- | ------- |
| 16. MFF w Wenecji         | 1955 | Srebrny Lew                         | Przyjaciółki          | Wygrana |
| MFF w Locarno             | 1957 | Złoty Lampart                       | Krzyk                 | Wygrana |
| 13. MFF w Cannes          | 1960 | Nagroda Jury                        | Przygoda              | Wygrana |
| 11. MFF w Berlinie        | 1961 | Złoty Niedźwiedź                    | Noc                   | Wygrana |
| 11. MFF w Berlinie        | 1961 | Nagroda FIPRESCI                    | Noc                   | Wygrana |
| 15. MFF w Cannes          | 1962 | Nagroda Specjalna Jury              | Zaćmienie             | Wygrana |
| 25. MFF w Wenecji         | 1964 | Złoty Lew                           | Czerwona pustynia     | Wygrana |
| 20. MFF w Cannes          | 1967 | Złota Palma                         | Powiększenie          | Wygrana |
| 35. MFF w Cannes          | 1982 | Nagroda z okazji 35-lecia festiwalu | Identyfikacja kobiety | Wygrana |
| 40. MFF w Wenecji         | 1983 | Honorowy Złoty Lew                  | —                     | Wygrana |
| Nagroda Akademii Filmowej | 1995 | Oscar za całokształt twórczości     | —                     | Wygrana |